# سفیدخرس
سفیدخرس (انگلیسی: Kuh-e Safed Khers) کوهی است که در درواز (ی) ولایت بدخشان افغانستان موقعیت شمال‌شرق افغانستان واقع شده‌است. این قله ۵٬۳۲۶ متر بلندا دارد.